# Climax Springs
Climax Springs è un CDP degli Stati Uniti d'America, situato nello Stato del Missouri, nella contea di Camden.